# Sinoxylon crassum
Sinoxylon crassum es una especie de escarabajo del género Sinoxylon, familia Bostrichidae. Fue descrita científicamente por Lesne en 1897.
Se distribuye por Asia. Habita en Birmania, Camboya, India, Irán, Laos, Malasia, Omán, Pakistán, Filipinas, Sri Lanka, Taiwán, Tailandia, Vietnam y Tanzania. Mide 6 milímetros de longitud.